# Euphorbia geldorensis
Euphorbia geldorensis es una especie fanerógama perteneciente a la familia Euphorbiaceae. Es endémica de Sudáfrica.

## Descripción
Es una planta suculenta en gran parte ramificada que forma grupos enredados que alcanza un tamaño de 30 cm de altura y 75 cm de diámetro, o ± erecto a 50 cm de alto, ramas cilíndricas, de 5 a 7 en ángulos, y 1-1,5 cm de espesor, ángulos muy superficialmente dentados, con los dientes  perennes a 8 mm de distancia, espinosos, cápsulas y semillas desconocidas.

## Ecología
Se encuentra en las laderas pedregosas de piedra caliza con muy matorral abierto  xerófilo y suculento, a una altitud 1030-1800 metros.
Es una especie cercana de Euphorbia nigrispina.

## Taxonomía
Euphorbia geldorensis fue descrita por Nicholas Edward Brown y publicado en Nordic Journal of Botany 12(4): 405. 1992.
Etimología
Euphorbia: nombre genérico que deriva del médico griego del rey Juba II de Mauritania (52 a 50 a. C. - 23), Euphorbus, en su honor – o en alusión a su gran vientre –  ya que usaba médicamente Euphorbia resinifera. En 1753 Carlos Linneo asignó el nombre a todo el género.
geldorensis: epíteto